# محمد أورخان
محمد أورخان عثمان أوغلي (بالتركية:Mehmed Orhan Osmanoğlu) (يوليو 1909 – 12 مارس 1994) هو العميد الثاني والأربعون لسلالة آل عثمان من سنة 1983 إلى 1994. هو ابن الأمير محمد عبد القادر أفندي بن السلطان عبد الحميد الثاني. بعد نفي الأسرة العثمانية من تركيا ذهب مع والده إلى المجر. تزوج من «نافعة يكن» وانجبت له ابنته «الأميرة نجلاء». وتزوج للمرة الثانية من «مارجريت إيرما فورنييه» التي كانت حاملًا عندما تزوجها وانجبت ابنًا تبناه الأمير محمد أروخان وأطلق عليه اسم «محمد سليم أفندي».